# 아누비스
아누비스(Anubis 아뉴비스[*],, 고대 그리스어: Ἄνουβις})는 고대 이집트에서 숭앙된 죽은 자·장례식·무덤의 수호신이자, 죽은 자를 사후세계로 인도하는 길잡이 신이다. 이집트 신화의 주요 신 가운데 하나로 자칼을 비롯한 개과 동물을 닮은 검은색 머리를 하고 있다. 아누비스라는 이름은 이 신을 고대 그리스에서 일컫던 말로, 고대 이집트에서는 인푸(Inpu, Inpw, Jnpw), 안푸(Anpu) 등으로 불렸을 것으로 보인다.

## 개요
이집트에서도 비교적 오래 전부터 숭배되고 있던 신으로, 망자의 신이며 개 또는 자칼의 머리 부분을 가지는 반수의 모습이거나 또는 자칼 그 자체의 모습으로 등장한다. 그 모습은 세트의 모델이 된 동물들과 닮고 있다. 망자의 신이라는 이미지는, 고대 이집트에서 사체의 고기를 요구해 묘지의 주의를 배회하는 개나 자칼의 모습이 마치 망자를 지켜주는 것이라고 착각되어 전해져 왔기 때문이라고 추측한다. 또한 그 몸은 미라를 만들 때에 방부 처리를 위해서 사체에 타르를 바르기 때문에 그와 관련해 검게 표현한다.

## 이집트 신화

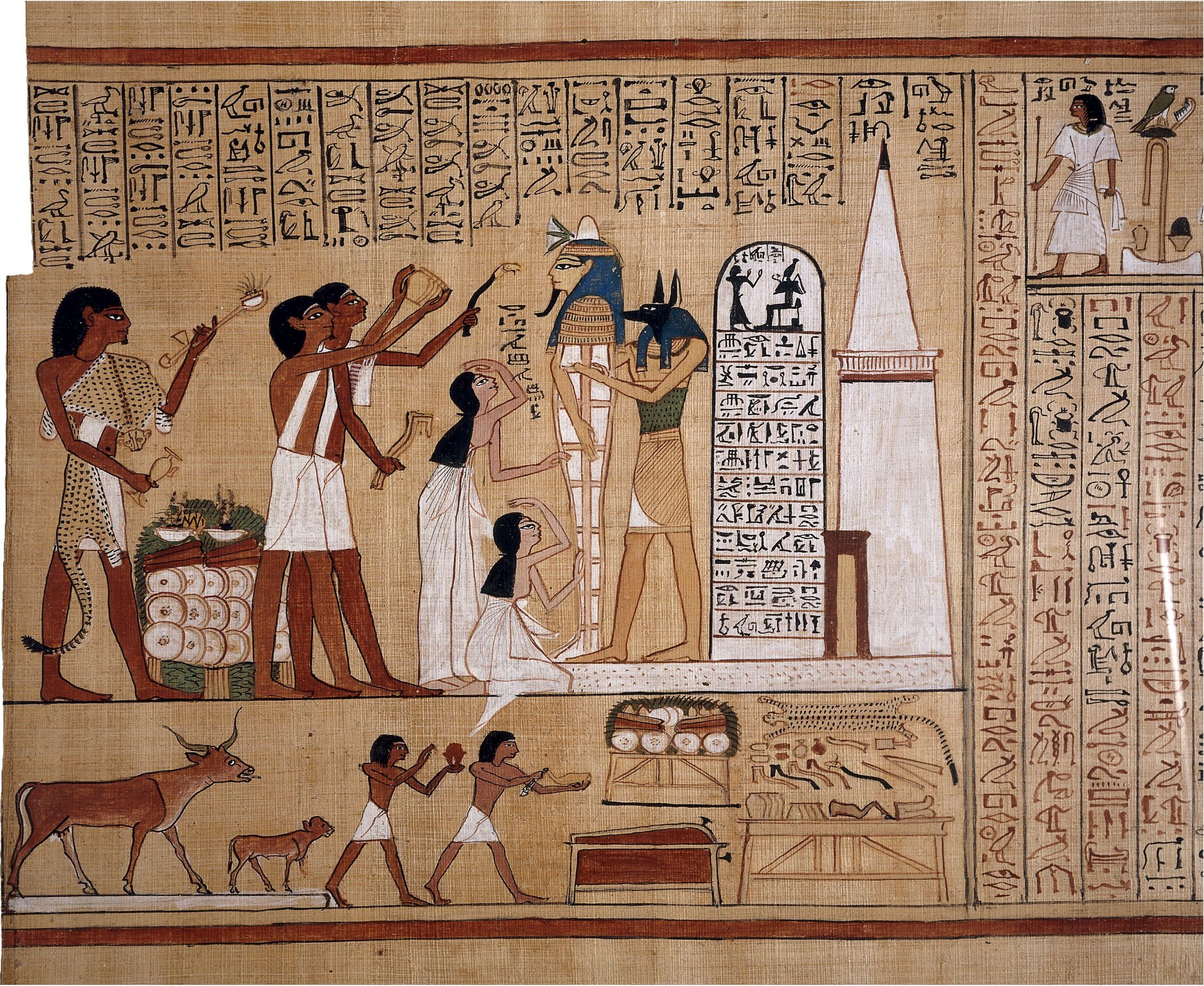
사자의 서에 그려진 아누비스

아누비스는 초기에는 라의 아들로 기록되었으나 이후 네프티스가 어머니, 아버지는 네프티스의 남편인 세트 혹은 오시리스이다.
아누비스는 오시리스가 세트에 의해 살해당했을 때에, 그의 시체에 방부 처리를 가했다고 알려져 미라 만들기의 감독관으로 표현된다. 또한 죽은 인간의 혼을 신속하게 명계로 옮겨야 하기 때문에 다리가 매우 빠르다고 여겨진다.
오시리스가 부활해 명계를 지배하게 될 때에도 그를 보좌해 사망자를 인도하는 책임을 지며, 그 모습은 사자의 서나 무덤의 벽면 등에 그려져 있다.

## 영향

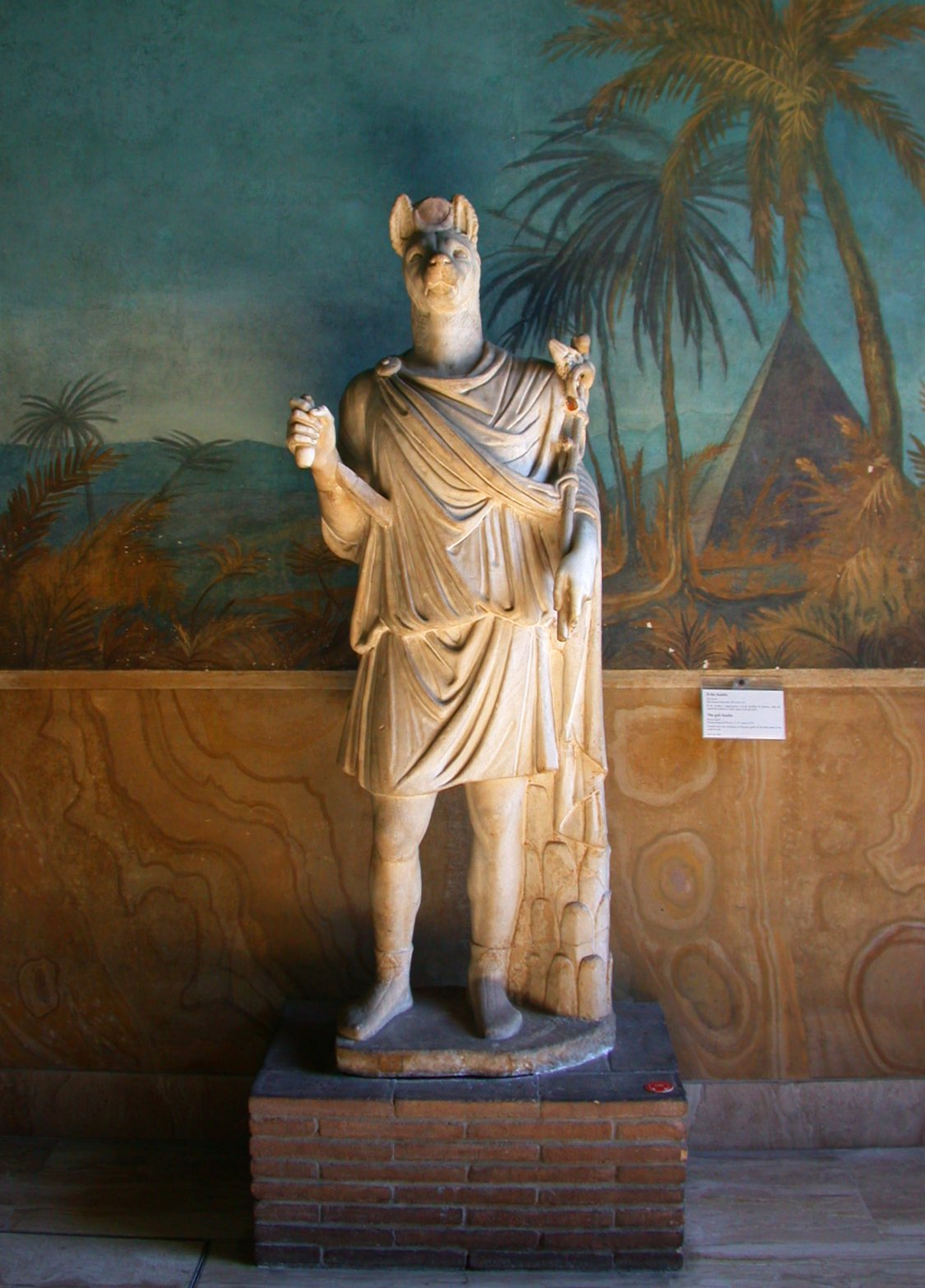
헤르마누비스(Hermanubis)의 상
(바티칸 미술관)

이집트가 그리스에 병합되었을 때, 이집트 신화와 그리스 미술과의 융합이 발생했다. 바티칸 미술관에는 헬레니즘에 의하여 표현된 아누비스 상이 있다. 인도자로서, 이것을 그리스의 전령의 신 헤르메스와 융합하여 헤르마누비스라고 부른다.

## 같이 보기
- 하데스